# Christine Francke
Christine Francke (* 12. Juni 1974) ist eine ehemalige deutsche Fußballspielerin.

## Karriere

### Vereine
Francke begann beim 1. FC Ringsdorff-Godesberg im Bonner Stadtteil Bad Godesberg mit dem Fußballspielen. Im Verlauf ihrer jungen Karriere wechselte sie innerhalb der Stadt zum Stadtteilverein SSV Plittersdorf und zum Stadtteilverein SC Fortuna Bonn. Danach gelangte sie in die Jugendabteilung des SC 07 Bad Neuenahr und mit 16 Jahren zum TuS Ahrbach, für den sie ihre Premierensaison im Seniorenbereich in der zweitklassigen Regionalliga absolvierte. Am Saisonende stieg sie mit der Mannschaft in die Bundesliga auf. Mit dem Abstieg 1996/97 verließ sie den Verein, mit dem sie in der Saison 1994/95 noch den zweiten Tabellenplatz erreicht hatte. Zur Saison 1997/98 schloss sie sich dem Bundesligisten FSV Frankfurt an, mit dem sie sogleich die Deutsche Meisterschaft gewann. Zur Saison 2002/03 verpflichtete sie der Bayern München, für den sie zwei Spielzeiten absolvierte, 31 Punktspiele bestritt und ein Tor erzielte. Dieses gelang ihr am 13. Juni 2004 (22. Spieltag) beim 7:0-Sieg im Heimspiel gegen den 1. FC Saarbrücken per Handelfmeter zum 4:0 in der 63. Minute in ihrem letzten Spiel für die Bayern, für die sie am 6. Oktober 2002 (6. Spieltag) beim 1:1-Unentschieden im Auswärtsspiel gegen den 1. FFC Turbine Potsdam debütierte.
Über einen Kurzaufenthalt während der Saison 2004/05 beim Ligakonkurrenten SC Freiburg, für den sie bis Jahresende zwei Punktspiele bestritt, wechselte sie letztmals zum 1. FFC Frankfurt. Nach vier Monaten und zwei Punktspielen beendete sie ihre aktive Fußballer-Karriere mit ihrem letzten Punktspiel am 17. April 2005, beim 4:0-Sieg im Auswärtsspiel gegen den SC Freiburg.

### Nationalmannschaft
Ihre einzigen beiden Länderspiele für die A-Nationalmannschaft bestritt sie am 13. April 1995 in Potsdam im Testspiel gegen die Auswahl Polens und am 23. Mai 1995 in Therwil im Testspiel gegen die Auswahl der Schweiz. Beide Male wurde sie zur 2. Halbzeit für Manuela Goller eingewechselt, beide Begegnungen wurden mit 8:0 gewonnen.
Bei der vom 5. bis 18. Juni 1995 in Schweden ausgetragenen Weltmeisterschaft gehörte sie zum Aufgebot, wurde jedoch nicht eingesetzt.

## Erfolge
- Zweiter der Weltmeisterschaft 1995 (ohne Einsatz)
- Deutscher Meister 1998 (mit dem FSV Frankfurt), 2005 (mit dem 1. FFC Frankfurt)

## Sonstiges
Christine Francke arbeitet als Physiotherapeutin.